# 志村けんのオレがナニしたのヨ?
『志村けんのオレがナニしたのヨ?』（しむらけんのオレがナニしたのヨ）は、1995年10月16日から1996年3月11日までフジテレビ系列局で毎週月曜 19:00 - 19:54 (JST) に放送されていたコント番組である。

## 番組概要
『志村けんはいかがでしょう』の後番組として放送された。コント以外にも、『底ぬけ脱線ゲーム』（日本テレビ）風のゲームコーナーなどもあり、マンネリ脱出を試みる方向性もあったが、結局は『志村けんのだいじょうぶだぁ』からの路線を踏襲した番組となっていた。
オープニングはアニメーションで、鳥に糞をかけられたり犬にプロレスの技をかけられたりと、酷い目に遭わされる志村をコミカルに描き(志村本人が声を当てている)、最後に爆弾が爆発したところで、志村本人の爆発後の姿に切り替わりタイトルコールの「オレがナニしたのよ？」で締めていた。また、OPアニメの場面としては東京都新宿区西新宿の住宅街のような街並みをモチーフにしている。
フジテレビの月曜夜7時台がローカルセールス枠だったため、フジテレビ系列フルネット局であっても関西テレビや秋田テレビのように一度も放送されなかった系列局も存在する。クロスネット局であるテレビ大分も一度も放送されなかった。全16回の平均視聴率は、9.9%、2クールで終了した。
最終回の放送後に志村はトレードマークだったポニーテールをやめた。
番組はその後、2007年1月2日と2010年1月1日から同年1月4日まで『ファミリー劇場』で一挙再放送され、2008年4月13日から同年8月3日にも再放送された。(※福島県の福島テレビにおいては最終回は同時ネットで放送せず数週間遅い遅れネットで放送された。(理由としては福島の地方ローカル番組をネット放送していた事が要因である。)

## 出演者

### レギュラー
- 志村けん
- 田代まさし
- 桑野信義
- 風見しんご
- 渡辺美奈代
- 細川ふみえ
- 辺見えみり
- 大野幹代
- 山口リエ
- 鈴木紗理奈
- プリンプリン
- 久本雅美
- なぎら健壱（ゲームコーナーのみ）
- 松本明子（ゲームコーナーのみ）
- 飯島愛（ゲームコーナーのみ）

### ゲスト
- 一色紗英（第1回）
- 田原俊彦（第2回）
- 雛形あきこ（第3回）
- 加藤茶（第4回）
- 八代亜紀（第5回）
- 西田ひかる（第6回）
- 可愛かずみ（第6回）
- 久本雅美（第7回）
- 梅宮辰夫（第8回）
- 小柳ルミ子、大澄賢也（第9回）
- 柄本明（第10回、第16回）
- 斉藤慶子（第11回、第16回）
- 松本伊代（第13回）
- 香坂みゆき（第14回）

## コント
- オレがナニしたのヨ?
  - よくコントとコントの間に入る。志村が痛い目や怖い目に遭い（道を歩いていると後ろから大きな石が転がって来るなど）、「オレがナニしたのヨ?」とタイトルを言う。
- 花粉症
  - 志村と加藤の名作コント。
- 夜へ急ぐ人
  - ちあきなおみの曲「夜へ急ぐ人」に乗せて、志村が奇妙な踊りをする。当初はシンプルな演歌歌手風の和服姿の女装だったが、回を追うごとに衣装もシュールなものへとエスカレートしていった。
- タクシー
  - 志村と田代の名作コント。酔っ払いの志村がタクシーの運転手の田代に対して目隠し、ゲロ、ウンコをして困らせる。

## スタッフ
- 作・構成：松岡孝、朝長浩之／鶴間政行、成田はじめ、小川美篤、下村稔、二色有希子
- 音楽：たかしまあきひこ
- 技術：岩沢忠夫
- カメラ：藤江雅和
- 音声：松本政利
- 映像：北井勇作
- 照明：富沢宴令
- 美術制作：北林福夫
- デザイン：根本研二
- 美術進行：山根安雄
- 大道具：林光明
- 装飾：加川功
- 持道具：森知美
- 衣裳：佐藤孝二
- メイク：水野聖子
- かつら：新井智子
- 視覚効果：中山信男
- アクリル装飾：石塚誠
- 特殊小道具：光子館
- アートフレーム：永浜大作
- 生花装飾：坂口曜子
- 植木装飾：須田信治
- 電飾：宇塚敏明
- 楽器：磯元洋一
- PA：花見秀徳
- 音響効果：戸辺豊
- タイトル協力：古川広己
- タイトル：高柳義信
- 編集：轟禎治
- MA：水谷泰子
- アニメーション制作：オフィスDレンジ
- 協力：佐藤動物プロダクション
- 技術協力：ニユーテレス、IMAGICA
- 制作協力：エス・カンパニー、エス・ワイ企画、ゼブラカンパニー、ワールドミュージック、エクシーズ
- 編成：金田耕司（フジテレビ）
- タイムキーパー：藤巻りえ
- 演出補：小倉肇、赤沼英輔、平松和之
- 演出：戸上浩（エクシーズ）
- プロデューサー：井澤健（イザワオフィス）
- 企画制作：イザワオフィス

## PTAの評価
- 『子供に見せたくない番組』第5位
日本PTA全国協議会「子を持つ親のテレビ番組好感度調査」（1996年3月）